# Hispodonta delkeskampi
Hispodonta delkeskampi là một loài bọ cánh cứng trong họ Chrysomelidae. Loài này được Uhmann miêu tả khoa học năm 1952.